# ディミトリ・ベルトー
ディミトリ・ベルトー（Dimitry Bertaud、1998年6月6日 - ）は、フランス・モンペリエ出身のサッカー選手。モンペリエHSC所属。ポジションはGK。

## 経歴
2017年6月12日、モンペリエHSCのトップチームと契約。同年10月24日のEAギャンガン戦でプロデビュー。

### 代表歴
フランス代表の年代別代表に召集されている。